# Jack Szostak
Jack W. Szostak  (n. 9 noiembrie 1952, Londra, Anglia, Regatul Unit) este un biolog american de origine engleză, laureat al Premiului Nobel pentru Fiziologie sau Medicină în 2009, împreună cu Elizabeth Blackburn și Carol Greider, pentru descoperirea felului în care cromozomii sunt protejați de telomeri și de enzima telomerază.

## Biografie
Szostak s-a născut la Londra, dar a plecat cu părinții săi în Canada, unde a copilărit. La doar 19 ani a absolvit cursurile Universității McGill din Montreal, și a plecat în Statele Unite pentru studii doctorale la Universitatea Cornell. După obținerea doctoratului în biologia celulei, și-a înființat propriul laborator la Facultatea de Medicină de la Universitatea Harvard. Lucrând acolo, a reușit să producă primul cromozom artificial de ciupercă și a lămurit procesele ce duc la recombinarea cromozomală în timpul meoizei și funcția telomerilor, secvențe de ADN aflate în capătul cromozomului, descoperire ce i-a adus în 2009 Premiul Nobel pentru Fiziologie sau Medicină.